# La studentessa
La studentessa è un film drammatico del 1976 diretto da Fabio Piccioni. È l'ultimo film in cui recita l'attrice Lisa Seagram.

## Trama
Roberta è una giovane ragazza che ha varie esperienze amorose. Il finale però non avrà un lieto fine.

## Distribuzione
Il film fu distribuito nel 1976, con il divieto ai minori di 18 anni, dopo il taglio di diverse scene.